# Nikolaj Bol'šakov
Nikolaj Valer'evič Bol'šakov (in russo Николай Валерьевич Большаков?; Černogorsk, 11 maggio 1977) è un ex fondista russo.

## Biografia
In Coppa del Mondo debuttò il 3 gennaio 1998 a Kavgolovo (40°), ottenne il primo podio il 9 dicembre 2000 a Santa Caterina Valfurva (3°) e l'unica vittoria il 18 marzo 2001 a Falun.
In carriera prese parte a un'edizione dei Giochi olimpici invernali, Salt Lake City 2002 (7° nella 30 km, 6° nella staffetta), e a due dei Campionati mondiali, vincendo una medaglia.

## Palmarès

### Mondiali
- 1 medaglia:
  - 1 bronzo (staffetta a Oberstdorf 2005)

### Mondiali juniores
- 1 medaglia:
  - 1 argento (10 km a Canmore 1997)

### Coppa del Mondo
- Miglior piazzamento in classifica generale: 45º nel 2000
- 4 podi (tutti a squadre[1]):
  - 1 vittoria
  - 1 secondo posto
  - 2 terzi posti

#### Coppa del Mondo - vittorie
| Data          | Località | Nazione | Spec.                                                            |
| ------------- | -------- | ------- | ---------------------------------------------------------------- |
| 18 marzo 2001 | Falun    | Svezia  | 4x10 km (con Vitalij Denisov, Michail Ivanov e Vladimir Vilisov) |